# Municipio de Grant (condado de Hardin)
El municipio de Grant (en inglés: Grant Township) es un municipio ubicado en el condado de Hardin en el estado estadounidense de Iowa. En el año 2010 tenía una población de 233 habitantes y una densidad poblacional de 2,55 personas por km².

## Geografía
El municipio de Grant se encuentra ubicado en las coordenadas 42°14′56″N 93°17′25″O / 42.24889, -93.29028. Según la Oficina del Censo de los Estados Unidos, el municipio tiene una superficie total de 91.4 km², de la cual 91,39 km² corresponden a tierra firme y (0,01 %) 0,01 km² es agua.

## Demografía
Según el censo de 2010, había 233 personas residiendo en el municipio de Grant. La densidad de población era de 2,55 hab./km². De los 233 habitantes, el municipio de Grant estaba compuesto por el 98,28 % blancos, el 0,43 % eran asiáticos y el 1,29 % eran de una mezcla de razas. Del total de la población el 0 % eran hispanos o latinos de cualquier raza.